# آخالکالاک
آخالکالاکی (به گرجی: ახალქალაქი؛ به ارمنی: Ախալքալաք) شهری کوچک در گرجستان است. آخالکالاکی در حدود ۳۰ کیلومتری مرز ترکیه قرار دارد. ۹۰ درصد از جمعیت این شهر ارمنی تبار هستند. جمعیت این شهر در سال ۲۰۰۲ برابر با ۶۰٬۹۷۵ نفر بوده‌است. شهر آخالکالاکی پس از جنگ‌های روسیه و عثمانی (۱۸۲۸–۱۸۲۹) از عثمانی جدا و ضمیمه روسیه شد.

## تاریخچه
آخالکالاک از نظر تاریخی با بخشی از ناحیهٔ جاواخک استان گوگارک در منطقهٔ هایک بزرگ مطابقت دارد. آخالکالاک در اواخر قرن دهم و نیمهٔ اول قرن یازدهم میلادی ساخته شده‌است. در ۱۰۶۵م، ترکان سلجوقی دژشهر را ویران ساختند که خیلی زود بازسازی و تبدیل به مرکز اداری و اقتصادی جاواخک شد. در سده‌های ۱۲ تا ۱۴ میلادی، آخالکالاک قلمرو موروثی امرای زاکاریان شد. در نیمهٔ دوم سده ۱۶ میلادی، شهر به تصرف ترکان عثمانی درآمد. در آغاز قرن نوزدهم میلادی، ششصد خانوار ارمنی و گرجی در این شهر سکونت داشتند. به موجب پیمان آدریاناپُل آخالکالاک و توابع آن به روسیه واگذار و در پی آن پذیرای ارمنیان ارمنستان غربی از ایالت ارزروم ترکیه شد که از ظلم و ستم عثمانیان به ستوه آمده بودند. به این ترتیب، مهاجران ارمنی در شهر آخالکالاک و روستاهای آن مستقر شدند. در ۱۹۰۳م، در ۵۷ سکونتگاه ناحیهٔ آخالکالاک (بدون روستاهای ارمنیان کاتولیک) ۵۴٫۸۰۰ ارمنی می‌زیستند. در ۱۹۱۸م، با ورود قوای عثمانی به این ناحیه بیشتر ساکنان روستاهای آن ترک خانه و دیار کردند و به سمت سرزمین‌های جنوبی سرازیر شدند اما آنان که مانده بودند از تیغ عثمانیان در امان نماندند.

## جغرافیا
این شهر در منطقهٔ جنوبی سامتسخه-جاواختی و در درازای فلات آتشفشانی جاواخِتی جای دارد.
شهر آخالکالاک مرکز شهرستانی به همین نام است که در ۷۴ کیلومتری جنوب شرقی آخالتسیخه قرار گرفته و دارای ایستگاه راه‌آهن و فرودگاه است. جمعیت آن در ۱۹۸۷م، ۱۵هزار نفر بود که ۹۵ درصد آنان ارمنی بودند. شهرستان آخالکالاک دارای ۱۲۳۵ کیلومترمربع وسعت و ۷۰٫۴۰۰ نفر جمعیت است (۱۹۸۷م) که ۹۳ درصد آنان ارمنی‌اند. طبق آمار ۲۰۰۳م از ۶۲٫۸۰۰ جمعیت این شهرستان ۴/۹۵ درصد ارمنی و ۵۵ روستا تماماً ارمنی‌نشین هستند.

## آب و هوا
آخالکالاک هوای نیمه مرطوب با زمستان‌های خشک و سرد و تابستان‌های خنک دارد.
| داده‌های اقلیم آخالکالاک (۱۹۹۱–۲۰۲۰) | داده‌های اقلیم آخالکالاک (۱۹۹۱–۲۰۲۰) | داده‌های اقلیم آخالکالاک (۱۹۹۱–۲۰۲۰) | داده‌های اقلیم آخالکالاک (۱۹۹۱–۲۰۲۰) | داده‌های اقلیم آخالکالاک (۱۹۹۱–۲۰۲۰) | داده‌های اقلیم آخالکالاک (۱۹۹۱–۲۰۲۰) | داده‌های اقلیم آخالکالاک (۱۹۹۱–۲۰۲۰) | داده‌های اقلیم آخالکالاک (۱۹۹۱–۲۰۲۰) | داده‌های اقلیم آخالکالاک (۱۹۹۱–۲۰۲۰) | داده‌های اقلیم آخالکالاک (۱۹۹۱–۲۰۲۰) | داده‌های اقلیم آخالکالاک (۱۹۹۱–۲۰۲۰) | داده‌های اقلیم آخالکالاک (۱۹۹۱–۲۰۲۰) | داده‌های اقلیم آخالکالاک (۱۹۹۱–۲۰۲۰) | داده‌های اقلیم آخالکالاک (۱۹۹۱–۲۰۲۰) |
| ماه                                 | ژانویه                              | فوریه                               | مارس                                | آوریل                               | مه                                  | ژوئن                                | ژوئیه                               | اوت                                 | سپتامبر                             | اکتبر                               | نوامبر                              | دسامبر                              | سال                                 |
| ----------------------------------- | ----------------------------------- | ----------------------------------- | ----------------------------------- | ----------------------------------- | ----------------------------------- | ----------------------------------- | ----------------------------------- | ----------------------------------- | ----------------------------------- | ----------------------------------- | ----------------------------------- | ----------------------------------- | ----------------------------------- |
| سابقهٔ بیش‌ترین °C (°F)               | ۹٫۰ (۴۸)                            | ۱۲٫۰ (۵۴)                           | ۱۹٫۲ (۶۷)                           | ۲۵٫۷ (۷۸)                           | ۲۷٫۳ (۸۱)                           | ۳۰٫۷ (۸۷)                           | ۳۷٫۴ (۹۹)                           | ۳۵٫۰ (۹۵)                           | ۳۳٫۶ (۹۲)                           | ۲۷٫۹ (۸۲)                           | ۲۰٫۰ (۶۸)                           | ۱۶٫۱ (۶۱)                           | ۳۷٫۴ (۹۹)                           |
| میانگین بیش‌ترین °C (°F)             | −۰٫۸ (۳۱)                           | ۰٫۲ (۳۲)                            | ۵٫۳ (۴۲)                            | ۱۱٫۹ (۵۳)                           | ۱۷٫۰ (۶۳)                           | ۲۰٫۸ (۶۹)                           | ۲۴٫۴ (۷۶)                           | ۲۵٫۲ (۷۷)                           | ۲۱٫۴ (۷۱)                           | ۱۵٫۷ (۶۰)                           | ۸٫۵ (۴۷)                            | ۱٫۸ (۳۵)                            | ۱۲٫۶ (۵۵)                           |
| میانگین کم‌ترین °C (°F)              | −۱۱٫۴ (۱۱)                          | −۱۱٫۰ (۱۲)                          | −۵٫۵ (۲۲)                           | −۰٫۳ (۳۱)                           | ۳٫۸ (۳۹)                            | ۶٫۵ (۴۴)                            | ۹٫۳ (۴۹)                            | ۹٫۳ (۴۹)                            | ۵٫۱ (۴۱)                            | ۱٫۴ (۳۵)                            | −۳٫۸ (۲۵)                           | −۸٫۸ (۱۶)                           | -۰٫۴ C (۳۱٫۲)                       |
| سابقهٔ کم‌ترین °C (°F)                | −۲۹٫۶ (−۲۱)                         | −۲۹٫۲ (−۲۱)                         | −۲۲٫۱ (−۸)                          | −۱۶٫۶ (۲)                           | −۱۱٫۰ (۱۲)                          | −۵٫۶ (۲۲)                           | −۲٫۶ (۲۷)                           | −۰٫۹ (۳۰)                           | −۵٫۱ (۲۳)                           | −۱۳٫۷ (۷)                           | −۲۰٫۰ (−۴)                          | −۲۵٫۶ (−۱۴)                         | −۲۹٫۶ (−۲۱)                         |
| بارندگی میلی‌متر (اینچ)              | ۳۱٫۲ (۱٫۲۳)                         | ۲۷٫۱ (۱٫۰۷)                         | ۳۸٫۰ (۱٫۵)                          | ۵۰٫۸ (۲)                            | ۸۵٫۳ (۳٫۳۶)                         | ۸۰٫۰ (۳٫۱۵)                         | ۶۳٫۵ (۲٫۵)                          | ۴۷٫۱ (۱٫۸۵)                         | ۳۸٫۰ (۱٫۵)                          | ۴۰٫۶ (۱٫۶)                          | ۳۰٫۷ (۱٫۲۱)                         | ۳۰٫۷ (۱٫۲۱)                         | ۵۶۳٫۰ (۲۲٫۱۷)                       |
| میانگین روزهای بارندگی (≥ ۱.۰ mm)   | ۶٫۷                                 | ۶٫۵                                 | ۷٫۴                                 | ۹٫۲                                 | ۱۳٫۴                                | ۱۱٫۱                                | ۹٫۰                                 | ۸٫۳                                 | ۶٫۳                                 | ۷٫۲                                 | ۵٫۹                                 | ۶٫۳                                 | ۹۷٫۳                                |
| منبع: NOAA                          |                                     |                                     |                                     |                                     |                                     |                                     |                                     |                                     |                                     |                                     |                                     |                                     |                                     |

## ترابری
در آوریل ۲۰۰۵ پیمانی برای ساخت یک راه‌آهن میان ترکیه، گرجستان و جمهوری آذربایجان امضاء شد که این خط آهن از شهر آخالکالاک می‌گذرد.